# Кильякольо (провинция)
Кильякольо — провинция в департаменте Кочабамба, Боливия. По состоянию на 2005 год на территории проживало 313 204 человека. Площадь территории составляет 720  км². На западе граничит с провинцией Капинота, на юго-западе с департаментом Потоси, на юго-востоке с провинцией Мискуэ, на северо-востоке с провинцией Герман Йордан, на севере с провинциями Чапаре и Серкадо. Основное население территории — представители народа кечуа. Основа экономической деятельности — сельское хозяйство. На территории провинции частично располагается национальный парк Тунари.
Административный центр — город Кильякольо.

## Административное деление
| Муниципалитет | Центр        |
| ------------- | ------------ |
| Кильякольо    | Кильякольо   |
| Сипе-Сипе     | Сипе-Сипе    |
| Тикуипая      | Тикуипая     |
| Винто         | Винто        |
| Колькапирхуа  | Колькапирхуа |